# Requiem für eine romantische Frau
Requiem für eine romantische Frau ist ein deutscher Spielfilm von Dagmar Knöpfel aus dem Jahr 1999.

## Inhalt
Der Film Requiem für eine romantische Frau der Regisseurin, Drehbuchautorin und Produzentin Dagmar Knöpfel ist die Verfilmung des von Hans Magnus Enzensberger herausgegebenen gleichnamigen Briefromans, für die Hans Magnus Enzensberger auch das Filmtreatment schrieb.
Dagmar Knöpfel schildert in ihrem historisch fundierten Film die unmögliche Liebesgeschichte zwischen dem Dichter der deutschen Romantik Clemens Brentano und der 16-jährigen Bankierstochter Auguste Bußmann. Der Film hält sich dabei eng an die schriftlichen Briefvorlagen und schildert die Amour fou der beiden in einer spiralförmigen Dramaturgie, die von einem ständigen Wechsel von Anziehung und Abstoßung lebt.
Auguste Bußmann ist unkonventionell und nimmt ernst, was der Romantiker Clemens Brentano schreibt: Sie will das von Clemens Brentano poetisch besungene romantische Liebesideal radikal sinnlich in der Wirklichkeit leben. Doch Brentano fühlt sich von ihr überfordert und in seiner Arbeit gestört, er will seine Arbeit ausschließlich der Poesie widmen und nicht von seiner Frau abgelenkt werden. Das Paar liefert sich über Jahre einen Liebeskampf, der einen heftigen Skandal in der intellektuellen Gesellschaft Anfang des 19. Jahrhunderts hervorruft und der paradigmatisch werden sollte für die „romantische Liebe“ mit all ihrer gegenseitigen Überforderung.

## Literarische Vorlage
Vorlage und Treatment stammen von Hans Magnus Enzensberger.

## Kritik
„Auguste ist eine schutzlose, ungestüme, mit jeder Faser erotische Person, ...während Brentano Gedichte über Treuliebchen verfasst und sich gestört fühlt von diesem Mädchen, das lebt, was er nur in Versen besingt... Unter all den neuen deutschen Filmen ist Knöpfels Rückblende in die Romantik der modernste, weil sie nicht dem Irrtum aufsitzt, dass man etwas erkennt, bloß weil man es sieht.“

## Auszeichnungen
- Hessischer Filmpreis (1998) für Dagmar Knöpfel
- VGF-Nachwuchsproduzentenpreis (1998) für Dagmar Knöpfel
- Max Ophüls Preis Fritz-Raff-Drehbuchpreis (1999) für Dagmar Knöpfel
- Max Ophüls Preis Darstellerpreis (1999) für Janina Sachau

## Buch zum Film
- Requiem für eine romantische Frau. 3. Auflage. Friedenauer Presse, 1988, ISBN 3-921592-47-X.
- Requiem für eine romantische Frau. Insel Verlag, 1999, ISBN 3-458-33973-6.